# Весёлый Яр (Днепропетровская область)
Весёлый Яр (укр. Веселий Яр, до 2016 года — Червоноукраинка (укр. Червоноукраїнка) — село,
Зеленогайский сельский совет,
Томаковский район,
Днепропетровская область,
Украина.
Код КОАТУУ — 1225483209. Население по переписи 2001 года составляло 137 человек.

## Географическое положение
Село Весёлый Яр находится на берегу безымянной речушки,
выше по течению на расстоянии в 1 км расположено село Новоднепровка (Запорожский район),
ниже по течению на расстоянии в 1,5 км расположено село Широкое (Запорожский район).
Село вытянуто вдоль реки на 5 км.